# Faxe (općina)
Faxe je općina u danskoj regiji Zeland.

## Zemljopis
Općina se nalazi u južnom dijelu otoka Zelanda, prositire se na 404,54 km2.

## Stanovništvo
Prema podacima o broju stanovnika iz 2010. godine općina je imala 35.306 stanovnika, dok je prosječna gustoća naseljenosti 87,27 stan/km2. Središte općine je grad Haslev.

### Veća naselja
| Veća naselja u općini |                |                    |
| Br.                   | Naselje        | Stanovnika (2010.) |
| 1                     | Haslev         | 10.910             |
| 2                     | Faxe           | 3.908              |
| 3                     | Faxe Ladeplads | 2.902              |
| 4                     | Rønnede        | 2.505              |
| 5                     | Karise         | 2.197              |
| 6                     | Dalby          | 2.152              |
| 7                     | Terslev        | 864                |
| 8                     | Førslev        | 330                |
| 9                     | Teestrup       | 240                |
| 10                    | Skuderløse     | 222                |

## Vanjske poveznice
- Službena stranica općine